# Bataille de Loro
Conquête du Sénégal par la France
La bataille de Loro est livrée le 12 janvier 1864 au Sénégal, pendant les opérations de conquête du Sénégal par la France. Elle oppose les tiédos de Lat Dior aux troupes d'Émile Pinet-Laprade et se termine par la victoire de ces dernières. La bataille a eu dans le village de Loro , village situé dans la région de Louga au nord du Sénégal.

## Sources
- Pierre Rosière (ill. Eugène Lelièpvre, Pierre Conrad et Jacques P. Vougny), La Garde rouge de Dakar : spahis et gendarmes du Sénégal, Dakar, Sénégal, Les Gardes d'honneur, 1984, 242 p. (ISBN 978-2-901-15115-9)